# Erlenmühle (Lichtenau)
Erlenmühle (fränkisch: Erla-mil) ist ein Gemeindeteil des Marktes Lichtenau im Landkreis Ansbach (Mittelfranken, Bayern). Erlenmühle liegt in der Gemarkung Wattenbach.

## Geografie
Die Einöde liegt am Zandtbach und an der Kreisstraße AN 14, die nach Unterrottmannsdorf (1,8 km westlich) bzw. nach Wattenbach führt (1,3 km nordöstlich).

## Geschichte
Der Ort wurde 1398 als „Erlmuln“ erstmals urkundlich erwähnt. Benannt wurde sie nach dem Erlbach, der heute als Zandtbach bezeichnet wird. Gemäß dem Namen musste es zu dieser Zeit dort einen Erlenwald gegeben haben. Sie wurde zeitweise auch als die untere Mühle bezeichnet in Abgrenzung zu der oberen Mühle, die eigentlich Gotzenmühle heißt. 1493 ist auch die Mischform „untere Erlmüll“ belegt. Die Mühle wurde mehrmals neu gebaut, so im 16. Jahrhundert und im Jahr 1772. Letztere war bis 1954 als Getreidemühle in Betrieb.
Gegen Ende des 18. Jahrhunderts gehörte die Erlenmühle zur Realgemeinde Gotzendorf. Sie hatte das Stadtvogteiamt Eschenbach des Deutschen Ordens als Grundherrn. Bei der Vergabe der Hausnummern Anfang des 19. Jahrhunderts bekam das Anwesen die Nr. 3 des Ortes Gotzendorf.
Im Rahmen des Gemeindeedikts wurde Erlenmühle dem 1808 gebildeten Steuerdistrikt Sauernheim und der 1810 gegründeten Ruralgemeinde Sauernheim zugeordnet. Mit dem Zweiten Gemeindeedikt (1818) wurde Erlenmühle in die neu gebildete Ruralgemeinde Wattenbach umgemeindet. Diese wurde am 1. Januar 1972 im Zuge der Gebietsreform in Bayern in die Gemeinde Lichtenau eingegliedert.

### Baudenkmal
- Haus Nr. 3 (ehemalige Wassermühle): Zweigeschossiger Bau mit zweigeschossigem Giebel und Satteldach, bezeichnet 1772, zum Teil später umgebaut.[11][12]

### Einwohnerentwicklung
| Jahr      | 001818 | 001840 | 001861 | 001871 | 001885 | 001900 | 001925 | 001950 | 001961 | 001970 | 001987 |
| Einwohner | 4      | 8      | 10     | 8      | 12     | 10     | 9      | 18     | 8      | 6      | 2      |
| Häuser    | 1      | 2      |        |        | 2      | 2      | 1      | 2      | 2      |        | 1      |
| Quelle    | [ 14 ] | [ 15 ] | [ 16 ] | [ 17 ] | [ 18 ] | [ 19 ] | [ 20 ] | [ 21 ] | [ 22 ] | [ 23 ] | [ 1 ]  |

## Religion
Der Ort ist seit der Reformation evangelisch-lutherisch geprägt und nach St. Georg (Immeldorf) gepfarrt. Die Einwohner römisch-katholischer Konfession sind nach St. Johannes (Lichtenau) gepfarrt.

## Trivia
Nach einer Anekdote vergaß Johann Wolfgang von Goethe dort seinen Regenschirm, als er 1797 in der Erlenmühle eingekehrt war.